# Liste de musées en Israël
Pour les autres articles nationaux ou selon les autres juridictions, voir Liste des musées par pays.
Israël est un pays du Proche-Orient qui dispose de nombreux musées, dont voici la liste. Certains d'entre eux se trouve en territoires occupés.
| Nom                                                                | Localisation                  | Collections | Fréquentation  |
| ------------------------------------------------------------------ | ----------------------------- | --- | -------------- |
| Musée d'Israël                                                     | Jérusalem (Givat Ram)         | Archéologie, art, sculpture | 827,254 (2012) |
| Yad Vashem                                                         | Jérusalem (Mont Herzl)        | Holocauste | ~1,000,000     |
| Siebenberg House                                                   | Jérusalem (vieille ville)     | Archéologie |                |
| Terra Sancta Museum                                                | Jérusalem (vieille ville)     | Archéologie |                |
| Institut L. A. Mayer de l'art islamique                            | Jérusalem (Katamon)           | Art islamique, Horloges antiques et montres |                |
| Musée Gush Katif                                                   | Jérusalem (Nahalaot)          | Histoire (Gush Katif) |                |
| Musée de l'héritage juif de Heichal Shlomo                         | Jérusalem (Rue du roi George) | Judaïsme |                |
| Centre de l'héritage de Menachem Begin                             | Jérusalem                     | Biographique – Menachem Begin |                |
| Musée Mike Evans                                                   | Jérusalem                     | Holocauste |                |
| Beit Agnon                                                         | Jérusalem (Talpiot)           | Biographique – Shmuel Yosef Agnon |                |
| Museum of Underground Prisoners                                    | Jérusalem (Morasha)           | Résistance juive durant le Mandat Britannique |                |
| Musée des territoires de la Bible                                  | Jérusalem (Givat Ram)         | Histoire biblique, Archéologie |                |
| Musée Bloomfield de la Science                                     | Jérusalem (Givat Ram)         | Sciences pratiques et technologies |                |
| Maison Ticho                                                       | Jérusalem                     | Peinture par Anna Ticho, Judaïsme |                |
| Tour de David                                                      | Jérusalem (vieille ville)     | Histoire de Jérusalem |                |
| Musée Herzl                                                        | Jérusalem (Mont Herzl)        | Biographique – Theodor Herzl, Histoire du Sionisme |                |
| Musée U. Nahon de l'art juif italien                               | Jérusalem                     | Art juif italien, synagogue italienne |                |
| Musée des taxes de Jérusalem                                       | Jérusalem (Route de Jaffa)    | Documents historiques |                |
| Musée Rockefeller (branche du musée d'Israël)                      | Jérusalem                     | Antiquités |                |
| Musée Frenkel Frenel                                               | Safed                         | Art par Alexandre Frenel, peintre Franco-Israélien |                |
| Musée d'art de Tel-Aviv                                            | Tel Aviv-Jaffa                | Art moderne et art contemporain israélien | 750,000 (2012) |
| Salle de l'indépendance                                            | Tel Aviv-Jaffa                | Salle qui était de 1932 à 1971 la galerie principale du Musée d'art de Tel-Aviv (jusqu'au déménagement de celui-ci), puis rétablie en 1978 dans son apparence de 1948, quand y fut signée la déclaration d'indépendance de l'État d'Israël. Depuis, musée consacré à cet événement ainsi qu'à l'histoire de Tel Aviv-Jaffa. |                |
| Batei HaOsef                                                       | Tel Aviv-Jaffa                | Armée de défense d'Israël |                |
| Musée Etzel                                                        | Tel Aviv-Jaffa                | Irgoun et le proto-état juif |                |
| Musée Etzel 5708 – Beit Gidi                                       | Tel Aviv-Jaffa                | Irgoun – Opération Hametz |                |
| Musée Herzlilienblum de la banque et de la nostalgie de Tel Aviv   | Tel Aviv-Jaffa                | Banque et ancienne culture à Tel Aviv |                |
| Musée Lehi – Beit Yair                                             | Tel Aviv-Jaffa (Florentin)    | Lehi |                |
| L'Expérience olympique                                             | Tel Aviv-Jaffa (Hadar Yosef)  | Sports |                |
| Musée Nachum Gutman                                                | Tel Aviv-Jaffa (Neve Tzedek)  | Art par Nachum Gutman |                |
| Galerie Farkash                                                    | Tel Aviv-Jaffa (vieux Jaffa)  | Posters |                |
| Musée Ilana Goor                                                   | Tel Aviv-Jaffa (vieux Jaffa)  | Art israélien et culture |                |
| Musée Eretz Israël                                                 | Tel Aviv-Jaffa (Ramat Aviv)   | Archéologie, Histoire de Eretz Yisrael |                |
| Beth Hatefutsoth                                                   | Tel Aviv-Jaffa (Ramat Aviv)   | Communautés juives de la diaspora |                |
| Musée de la Diaspora - Beit HaPalmac                               | Tel Aviv-Jaffa (Ramat Aviv)   | Résistance juive durant le Mandat Britannique – Palmach |                |
| Musée de Haïfa                                                     | Haïfa                         | Art Contemporain israélien |                |
| Musée Tikotin des arts japonais                                    | Haïfa                         | Art japonais |                |
| Musée du rail israélien                                            | Haïfa                         | Transport – Train |                |
| Musée de la Marine israélienne                                     | Haïfa                         | Armée de défense d'Israël – Corps maritime |                |
| Musée national israélien de la Marine                              | Haïfa                         | Histoire de la Marine |                |
| Musée national israélien des sciences, technologies et de l'espace | Haïfa                         | Science et technologie, démonstrations pratiques |                |
| Musée Hecht                                                        | Haïfa                         | Archéologie, Art |                |
| Musée Mane-Katz                                                    | Haïfa                         | Art |                |
| Musée d'Arad                                                       | Arad                          | Archéologie |                |
| Musée des marionnettes d'Arad                                      | Arad                          | Figures de la Commedia dell'arte, marionnettes |                |
| Musée du verre d'Arad                                              | Arad                          | Sculpture en verre |                |
| Musée d'art d'Arad                                                 | Arad                          | Art |                |
| Beit HaGdudim                                                      | Avihayil                      | Légion juive |                |
| Musée d'art d'Ashdod                                               | Ashdod                        | Art |                |
| Musée Karin Maman                                                  | Ashdod                        | Archéologie |                |
| Musée d'art de Negev                                               | Beersheba                     | Art |                |
| Musée biblique de l'histoire naturelle                             | Beit Shemesh                  | Torah, Histoire et science |                |
| Musée Ralli                                                        | Césarée                       | Art |                |
| Musée d'art d'Ein Harod                                            | Ein Harod                     | Art |                |
| Musée Janco Dada                                                   | Ein Hod                       | Art israélien |                |
| Musée de l'Armée de l'air israélienne                              | Base aérienne de Hatzerim     | Armée de défense d'Israël – Air Force |                |
| Musée d'Art contemporain de Herzliya                               | Herzliya                      | Art Contemporain israélien |                |
| Musée des enfants de Holon                                         | Holon                         | Enfant; Handicap auditif et visuel |                |
| Musée du Design de Holon                                           | Holon                         | Design |                |
| Egged Historical Vehicle Museum                                    | Holon                         | Transport - Bus |                |
| Musée des samaritains                                              | Kiryat Luza (Naplouse)        | Histoire (Samaritains) |                |
| Yad La-Shiryon                                                     | Latroun                       | Armée de défense d'Israël – Corps Blindé Mécanisé |                |
| Mini Israël                                                        | Latroun                       | Parc miniature, architecture |                |
| Maison des combattants des ghettos                                 | Lohamei HaGeta'ot             | Holocauste et résistance juive |                |
| Musée de la préhistoire de la vallée de la Houla                   | Ma'ayan Barukh                | Archéologie |                |
| Musée de Massada                                                   | Massada                       | Histoire de Massada |                |
| Hall of fame international des sportifs juifs                      | Netanya                       | Sports |                |
| Musée de l'art de Petah Tikva                                      | Petah Tikva                   | Art |                |
| Musée de l'art israélien                                           | Ramat Gan                     | Art (israélien) |                |
| Musée de l'art russe                                               | Ramat Gan                     | Art (russe) |                |
| Musée Yehiel Nahari de l'art d'extrême-Orient                      | Ramat Gan                     | Art (extrême-orient) |                |
| Musée de l'archéologie et des connaissances d'Israël               | Sasa                          | Archéologie |                |
| Musée Qassam                                                       | Sdérot                        | Roquettes Qassam |                |
| Musée de l'art d'Umm al-Fahm                                       | Umm al-Fahm                   | Art (arabe) |                |
| Beit HaTotchan                                                     | Zikhron Ya'akov               | Armée de défense d'Israël – Artillery Corps |                |